# Wiedźmin (série de televisão)
Wiedźmin (internacionalmente conhecida como The Hexer) é uma série de televisão polonesa do gênero fantasia idealizada por Michał Szczerbic e produzida pela Heritage Films. O seriado, que baseia-se na série de livros homônima de Andrzej Sapkowski, foi transmitido em 2002 pela emissora polonesa TVP2 e teve 13 episódios no total.
Um filme de mesmo nome lançado em 2001 teve os episódios desta série (que até então não havia sido lançada) condensados em um corte de cerca de 2 horas de duração.

## Episódios
| Número | Título original                 | Título em inglês         | Conto de origem                                                    |
| ------ | ------------------------------- | ------------------------ | ------------------------------------------------------------------ |
| 1      | "Dzieciństwo"                   | "Childhood"              | Nenhum                                                             |
| 2      | "Nauka"                         | "Training"               | Nenhum                                                             |
| 3      | "Człowiek – pierwsze spotkanie" | "Human – First Meeting"  | Incorpora elementos mínimos de "Mniejsze zło" e "Głos rozsądku"    |
| 4      | "Smok"                          | "The Dragon"             | "Granica możliwości"                                               |
| 5      | "Okruch lodu"                   | "A Shard of Ice"         | "Okruch lodu"                                                      |
| 6      | "Calanthe"                      | "Calanthe"               | "Kwestia ceny"                                                     |
| 7      | "Dolina Kwiatów"                | "The Valley of Flowers"  | "Wieczny ogień", "Kraniec świata"                                  |
| 8      | "Rozdroże"                      | "Crossroads"             | "Wiedźmin", "Głos rozsądku", "Coś więcej"                          |
| 9      | "Świątynia Melitele"            | "The Temple of Melitele" | "Głos rozsądku"                                                    |
| 10     | "Mniejsze zło"                  | "The Lesser Evil"        | "Mniejsze zło"                                                     |
| 11     | "Jaskier"                       | "Dandelion"              | Elementos de "Mniejsze zło", "Okruch lodu" e "Miecz przeznaczenia" |
| 12     | "Falwick"                       | "Falwick"                | Nenhum                                                             |
| 13     | "Ciri"                          | "Ciri"                   | Contém elementos de "Coś więcej"                                   |